# Nesophontes micrus
Nesophontes micrus é uma espécie extinta de mamífero da família Nesophontidae. Conhecida de Cuba e da ilha da Juventude (Isle del Pines).